# Powiat Nowosądecki
Der Powiat Nowosądecki ist ein Powiat (Kreis) im südöstlichen Teil der polnischen Woiwodschaft Kleinpolen. Er wird von den Powiaten Nowy Targ, Limanowa, Brzesko, Tarnów sowie Gorlice umschlossen und grenzt im Süden an die Slowakei. Die höchste Erhebung des Powiats ist der Berg Radziejowa mit 1266 oder 1262 m n.p.m. Höhe.
Der Powiat umschließt die Kreisstadt Nowy Sącz, die ihm aber selbst nicht angehört. Sie ist Stadt „mit Rechten eines Powiats“ (kreisfrei).

## Wappen
Beschreibung: Das gespaltene Wappen ist vorn fünfmal in Rot und Gold geteilt und hat hinten in Rot drei Reihen mit je drei goldenen sechszackigen Sternen.

## Gemeinden
Der Landkreis umfasst 16 Gemeinden, davon eine Stadtgemeinde (gmina miejska), vier Stadt-und-Land-Gemeinden (gmina miejsko-wiejska) sowie elf Landgemeinden (gmina wiejska). Dabei besitzen die Orte Grybów, Krynica-Zdrój, Muszyna, Piwniczna-Zdrój und Stary Sącz das Stadtrecht.

### Stadtgemeinden
- Grybów (Grünberg) (3)

### Stadt-und-Land-Gemeinden
- Krynica-Zdrój (7)
- Muszyna (11)
- Piwniczna-Zdrój (13)
- Stary Sącz (16)

### Landgemeinden
- Chełmiec (1)
- Gródek nad Dunajcem (2)
- Grybów (4)
- Kamionka Wielka (5)
- Korzenna (6)
- Łabowa (8)
- Łącko (9)
- Łososina Dolna (10)
- Nawojowa (12)
- Podegrodzie (14)
- Rytro (15).